# Salting
Salting is een tactiek die sommige vakbonden gebruiken om de werknemers van een specifieke werkplek te syndiceren. Bij salting neemt iemand, de zogenaamde salt, doelbewust een baan aan bij een uitgekozen, niet-gesyndicaliseerd bedrijf om er contacten te leggen met de werknemers en een actiecomité te vormen. De tactiek wordt onder andere sinds eind 19e eeuw uitgeoefend in de Verenigde Staten, waar vakbonden vaak de toegang wordt ontzegd tot werknemers op hun werkplek en waar salting een van de weinige middelen is om een werkvloer te organiseren. 
Onder andere de Industrial Workers of the World past salting nog toe. De oprichting van vakbondsvertegenwoordigingen in honderden Starbucks-filialen in de jaren 2020, begon door de inzet van salts in filialen in en rond Buffalo.
Er is sprake van overt salting wanneer een sollicitant zich openlijk en nadrukkelijk aanmeldt met de bedoeling de werkplek te organiseren. Wanneer de werkgever deze kandidaat geen eerlijke kans geeft uit vrees voor vakbondsactiviteit op de werkplek, kan de vakbond op basis daarvan de werkgever een rechtszaak proberen aan te spannen.
In de Verenigde Staten is het illegaal voor werkgevers om een salt vanwege zijn lidmaatschap van een vakbond of syndicale activiteiten te weigeren (NLRB v. Town & Country Electric 1995). Sinds de National Labor Relations Board-zaak Toering Electric Company (2007) moet de niet-aangenomen salt, ook wanneer er aantoonbaar sprake is van discriminatie, aantonen dat hij "oprecht geïnteresseerd was" in de baan.